# Sosnowo (województwo mazowieckie)
Sosnowo – wieś sołecka  w Polsce położona w województwie mazowieckim, w powiecie ciechanowskim, w gminie Opinogóra Górna.
| SIMC    | Nazwa     | Rodzaj    |
| ------- | --------- | --------- |
| 0121815 | Chmielewo | część wsi |

Wieś szlachecka położona była w drugiej połowie XVI wieku w powiecie ciechanowskim ziemi ciechanowskiej. W latach 1975–1998 miejscowość położona była w województwie ciechanowskim.